# Тьюпело (Арканзас)
Тью́пело (англ. Tupelo, Arkansas) — город, расположенный в округе Джэксон (штат Арканзас, США) с населением в 177 человек по статистическим данным переписи 2000 года.

## География
По данным Бюро переписи населения США город Тьюпело имеет общую площадь в 0,78 квадратных километров, водных ресурсов в черте населённого пункта не имеется.
Тьюпело расположен на высоте 66 метров над уровнем моря.

## Демография
По данным переписи населения 2000 года в Тьюпело проживало 177 человек, 50 семей, насчитывалось 76 домашних хозяйств и 93 жилых дома. Средняя плотность населения составляла около 221,3 человек на один квадратный километр. Расовый состав Тьюпело по данным переписи распределился следующим образом: 99,44 % белых, 0,56 % — других народностей. Испаноговорящие составили 1,69 % от всех жителей города.
Из 76 домашних хозяйств в 22,4 % — воспитывали детей в возрасте до 18 лет, 55,3 % представляли собой совместно проживающие супружеские пары, в 6,6 % семей женщины проживали без мужей, 32,9 % не имели семей. 27,6 % от общего числа семей на момент переписи жили самостоятельно, при этом 15,8 % составили одинокие пожилые люди в возрасте 65 лет и старше. Средний размер домашнего хозяйства составил 2,33 человек, а средний размер семьи — 2,80 человек.
Население города по возрастному диапазону по данным переписи 2000 года распределилось следующим образом: 22,0 % — жители младше 18 лет, 6,2 % — между 18 и 24 годами, 29,9 % — от 25 до 44 лет, 23,7 % — от 45 до 64 лет и 18,1 % — в возрасте 65 лет и старше. Средний возраст жителей составил 37 лет. На каждые 100 женщин в Тьюпело приходилось 96,7 мужчин, при этом на каждые сто женщин 18 лет и старше приходилось 100,0 мужчин также старше 18 лет.
Средний доход на одно домашнее хозяйство в городе составил 27 614 долларов США, а средний доход на одну семью — 28 750 долларов. При этом мужчины имели средний доход в 24 375 долларов США в год против 14 750 долларов среднегодового дохода у женщин. Доход на душу населения в городе составил 12 301 доллар в год. 13,3 % от всего числа семей в округе и 23,4 % от всей численности населения находилось на момент переписи населения за чертой бедности, при этом 26,1 % из них были моложе 18 лет и 25,0 % — в возрасте 65 лет и старше.